# 龍湖庵
22°31′N 120°12′E / 22.51°N 120.20°E
龍湖庵，位臺灣高雄市阿蓮區大崗山超峰寺之南，於1908年（明治41年），由超峰寺住持永定師領眾所建。1910年（明治四十三年）開會法師禮永定為師，另立尼庵，以「龍隱碧湖」命名為「龍湖庵」。為臺灣佛教史上第一座專屬女眾修行的大叢林。

## 歷史
日治之前臺灣社會就有許多齋姑，大正時期出現許多尼僧，為臺灣佛教的特色之一，以阿蓮大崗山龍湖庵、臺中后里毘盧禪寺及中和圓通禪寺「三大尼僧道場」。龍湖庵創建於日治明治四十一年(1908年)，當時永定法師企圖建設超峰寺為禪宗叢林，在募款重修超峰寺觀音殿後，顧慮尼僧與優婆夷無適合清修場所，於是在山南綠林幽處購地，築數間茅庵作為女眾棲身修養處所，並以其地似龍隱碧湖，取名龍湖庵，永定法師為開山住持兼管理人。昭和十六年(1941年)太平洋戰爭爆發，大崗山被日本政府列為軍事重地，山上寺院被要求於昭和十八年(1943年)9月前遷移，昭和十七年年(1942年)8月1日大崗山六大寺院因為遷移案上遞陳請書，協議超峰寺、蓮峰寺、龍湖庵、淨蓮堂四所寺院合併為大超峰寺。昭和十八年(1943年)9月30日四所寺院僧尼移轉至阿蓮庄岡山營土名茄苳腳（現在的新超峰寺），開派祖師也是精神導師義敏法師隨同下山，部分僧尼則遷至台南大仙寺。民國三十四年(1945年)臺灣光復後，開會尼師與庵中尼眾相繼回山，展開故園重整工作，開會尼師被推選為第三任住持，在善信協助下，於民國三十八年(1949年)春天完成初步整建。

### 建築
龍湖庵建築格局為兩殿多護式，從山門拾級而上庵內，西側為主尊供奉準提菩薩的大悲樓（已於2017年拆除重建）。在大悲樓對面石階上方為陳仁和建築師設計的大雄寶殿，屋頂為歇山頂，中脊有雙龍與法輪脊飾。殿內供奉三寶佛（釋迦牟尼佛、藥師佛和阿彌陀佛），從祀觀音菩薩、韋馱護法與伽藍護法，左右偏殿供奉達摩祖師與地藏王菩薩，兩側牆壁奉祀十八羅漢尊者。大殿外兩側為祖師堂與功德堂，兩邊護龍為三樓建築，除五觀堂與客堂外，其餘為寮房。

## 歷代住持
- 開山 永定法師：俗家姓名林蕃薯，1877年（清光緒三年）生

- 第二任住持開會法師

- 第三任住持圓志法師

- 第四任住持印哲法師

- 第五任住持印悟法師

## 文物
- 日治大正十二年（1923年）的雲板
- 1961年的「大悲出相圖」彩繪藻井：原位於大悲樓，於2017年拆除後，現保存於佛陀紀念館，並已列為高雄市一般古物。[2]

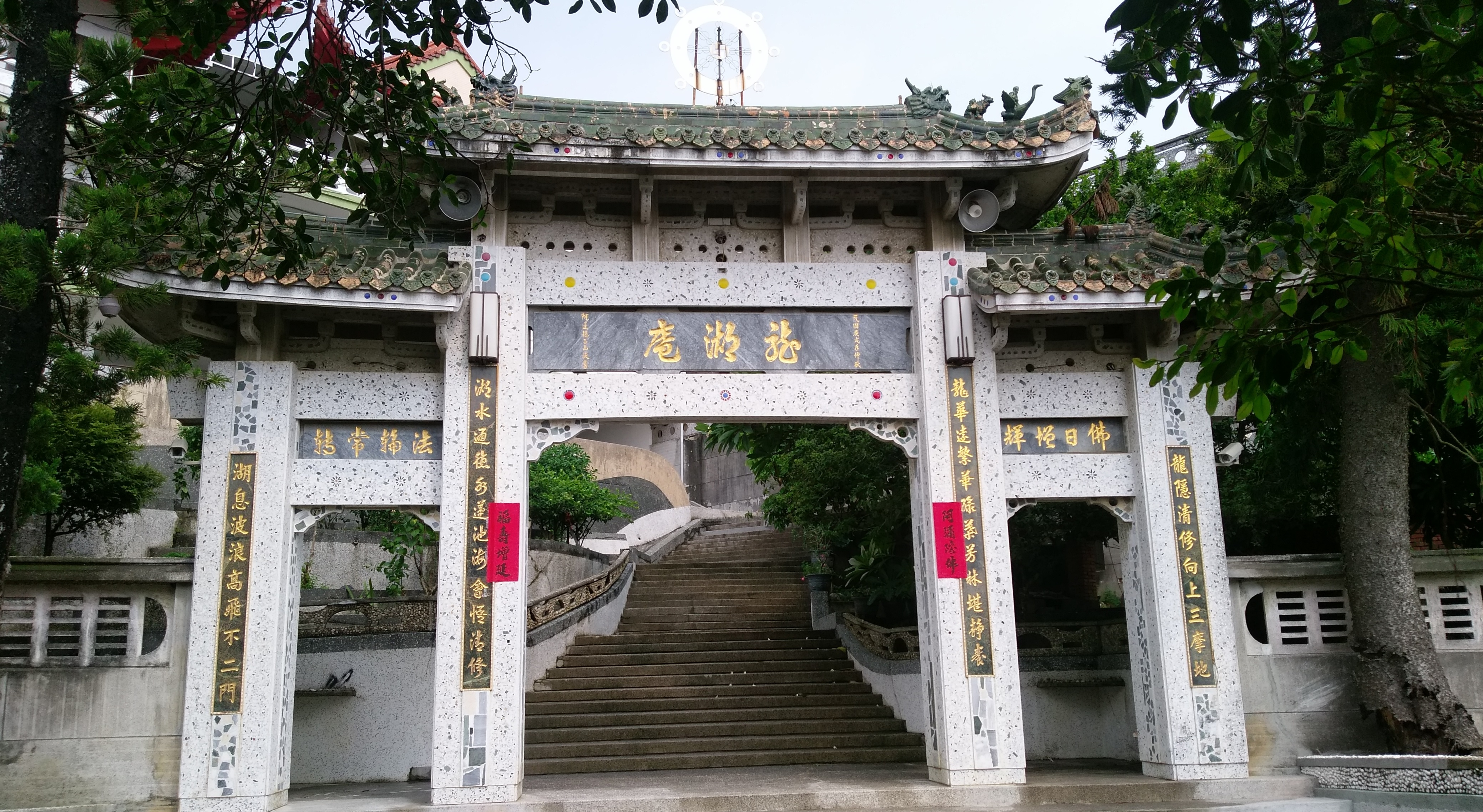
龍湖庵山門牌坊
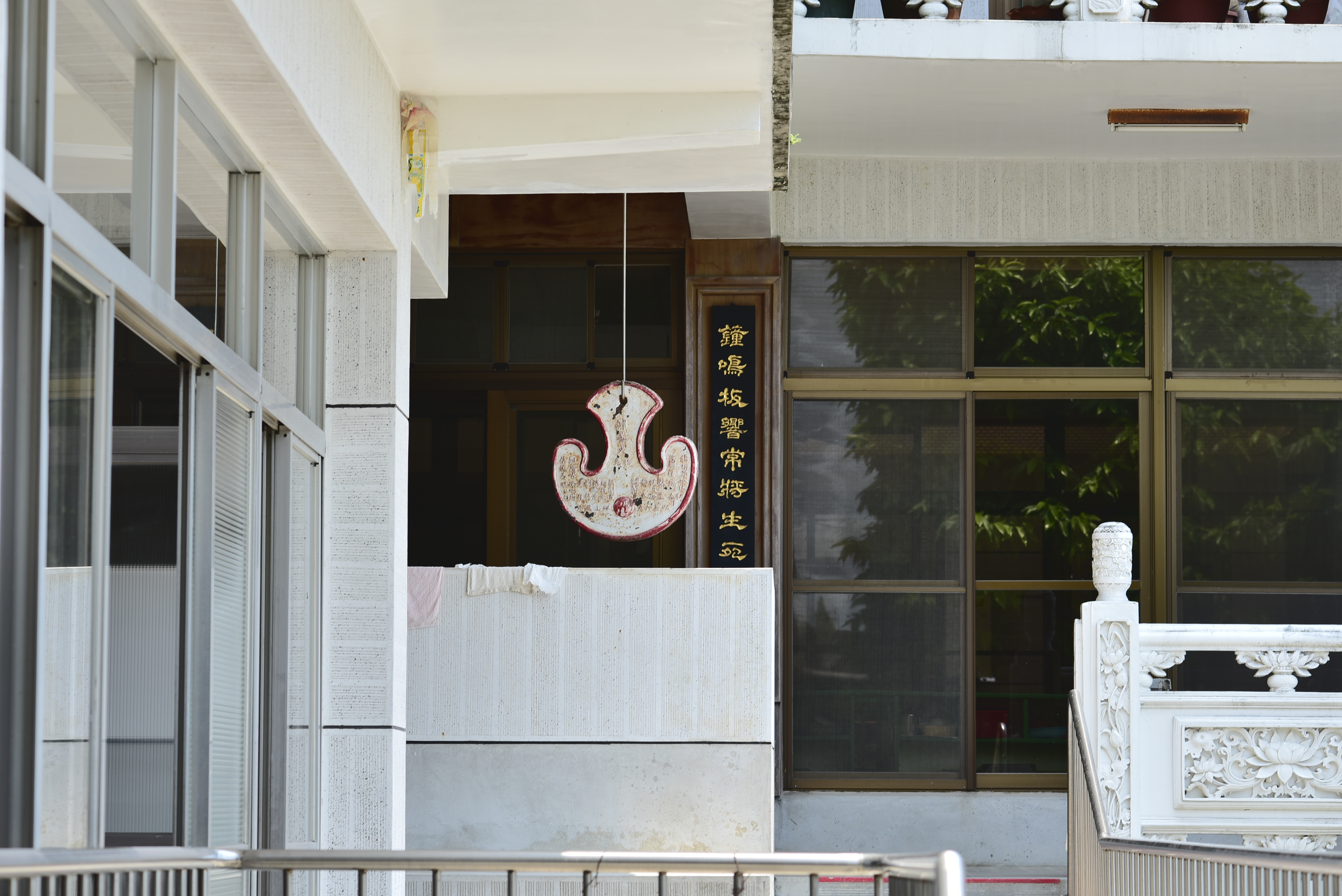
龍湖庵雲板
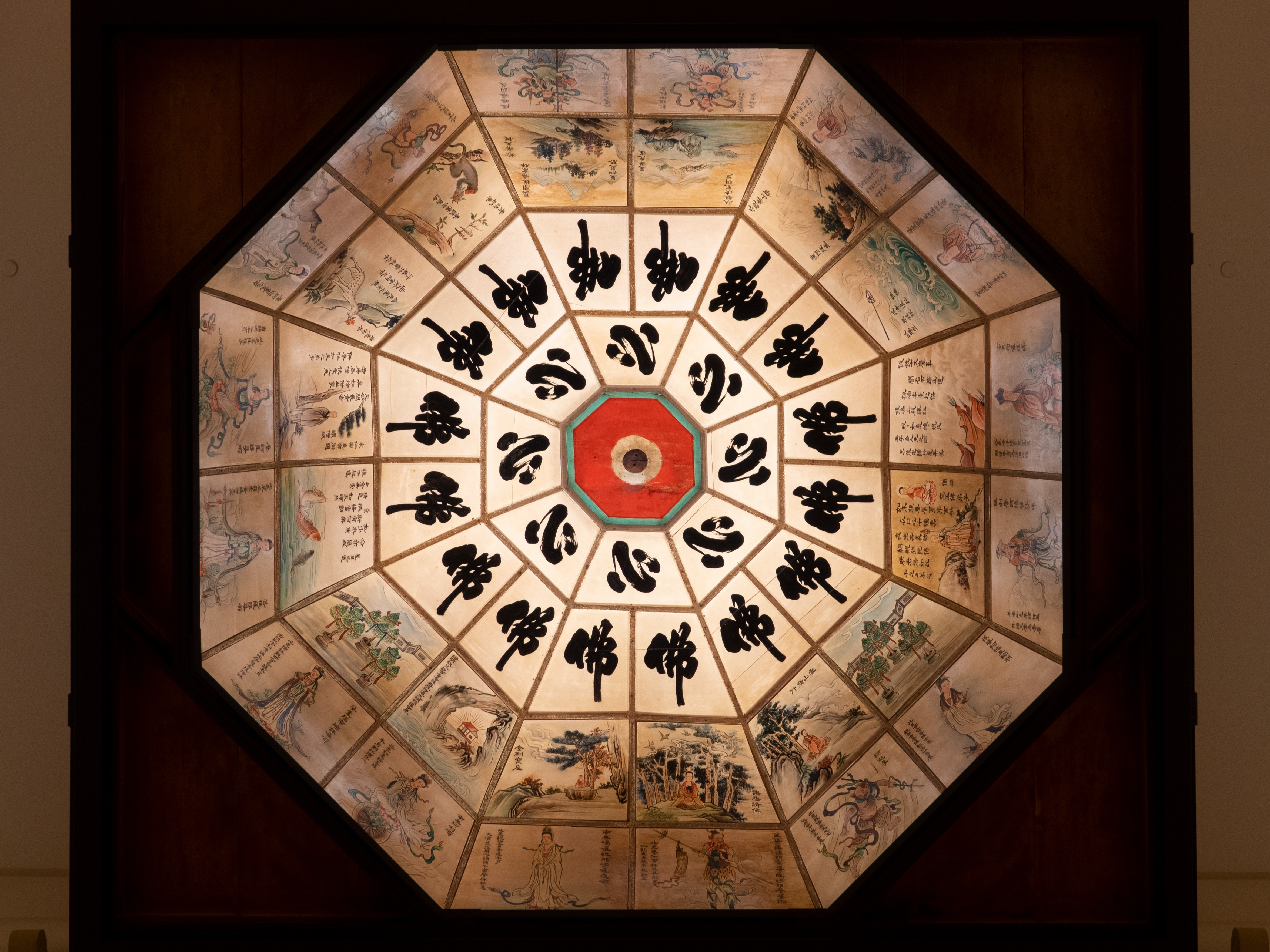
龍湖庵大悲樓彩繪藻井
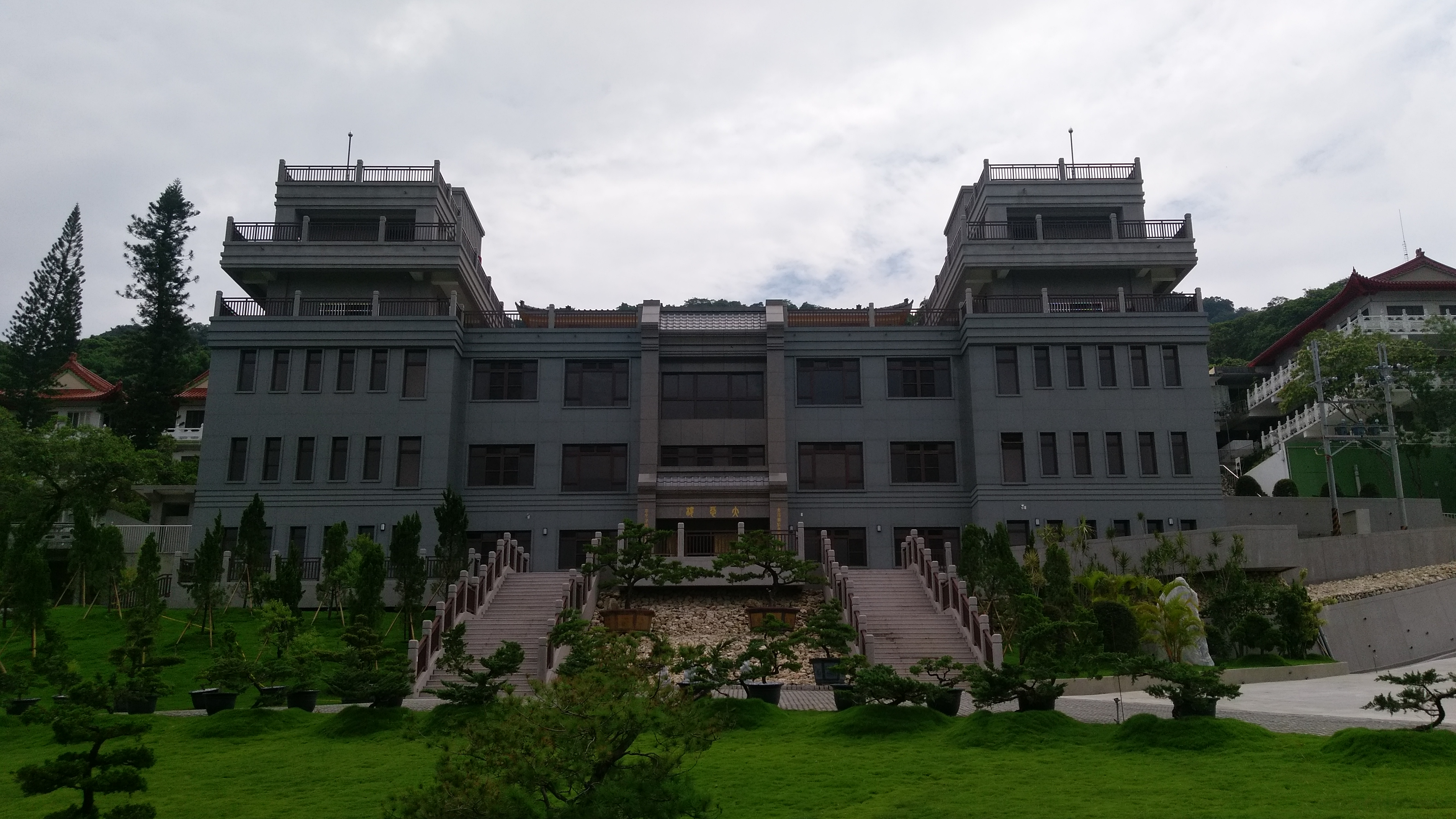
龍湖庵新大悲樓

## 著名景點及設施
- 大崗山風景區

## 外部連結
- 大崗山超峰寺
- 高雄市阿蓮區公所 《大崗山風景區》